# Bartolomé Mostaza
Bartolomé de Mostaza Rodríguez  (Santa Colomba de Sanabria, Zamora, 14 de septiembre de 1907-Madrid, 2 de abril de 1982) fue un escritor y periodista español.

## Biografía
Descendiente de la familia Rodríguez de Medio, Bartolomé nació en 1907, siendo el tercero de nueve hermanos. Su padre, Joaquín de Mostaza Rodríguez, falleció cuando él tenía apenas once años. Graduado en filología clásica y derecho en la Universidad de Salamanca, empezó a ejercer el periodismo en 1932, siendo redactor de El Debate.
Tras el inicio de la Guerra Civil, fue jefe provincial de Prensa y Propaganda de Falange en Orense. Durante el franquismo, tras dirigir varias cabeceras de provincias y la revista falangista Fotos, llegó a la subdirección del también falangista Arriba. Posteriormente, pasó a Ya, donde fue jefe de la sección internacional, crítico literario y subdirector. Entre 1970 y 1977 fue su director. También fue el representante de la redacción de Ya en el consejo de administración de Editorial Católica, propietaria del diario.
Destacó sobre todo por su faceta docente. Fue uno de los profesores de la escuela de periodismo de El Debate, miembro del claustro de la Escuela de Periodismo de la Iglesia y director de la Escuela Oficial de Periodismo.
Su trabajo como escritor se centró en el ensayo, con obras relacionadas con la doctrina de la Iglesia católica, como Comentarios a las encíclicas Mater et Magistra y Pacem in terris. También abordó el ensayo político: Comunicación social e integración europea y Europa como espacio geopolítico. Cultivó también la poesía y publicó varios poemarios: Búsqueda (1949), La vida en vilo (1952) y En esta tierra. Durante los últimos años de su vida, trabajó en Poesía española del siglo XIII al siglo XX, en una obra de investigación y crítica. Obtuvo en dos ocasiones el Premio Nacional de Periodismo y estaba en posesión de la orden de Isabel la Católica.
Dos de sus hermanos alcanzaron cierta relevancia en el ámbito eclesiástico español del siglo XX. Por un lado, Miguel de Mostaza Rodríguez, y por el otro, Antonio de Mostaza Rodríguez. Falleció el 2 de abril de 1982 y está enterrado en Madrid.

## Obras
- A corazón abierto (1997). ISBN 84-7923-111-4
- Panorama de la poesía española en castellano (1981). ISBN 84-220-1004-6
- Nuevo derecho parroquial (1984). ISBN 84-7914-682-6